# Spelaeochernes armatus
Espèce
Spelaeochernes armatus est une espèce de pseudoscorpions de la famille des Chernetidae.

## Distribution
Cette espèce est endémique du Santa Catarina au Brésil. Elle se rencontre à Botuverá dans la grotte Gruta de Botuverá.

## Publication originale
- Mahnert, 2001 : Cave-dwelling pseudoscorpions (Arachnida, Pseudoscorpiones) from Brazil. Revue Suisse de Zoologie, vol. 108, no 1, p. 95-148 (texte intégral).